# 史上最強の移動遊園地 DREAMS COME TRUE WONDERLAND 2011
『史上最強の移動遊園地 DREAMS COME TRUE WONDERLAND 2011』（しじょうさいきょうのいどうゆうえんち ドリームズカムトゥルー ワンダーランド にせんじゅういち）は、DREAMS COME TRUEのライブビデオ。2012年3月21日発売。

## 解説

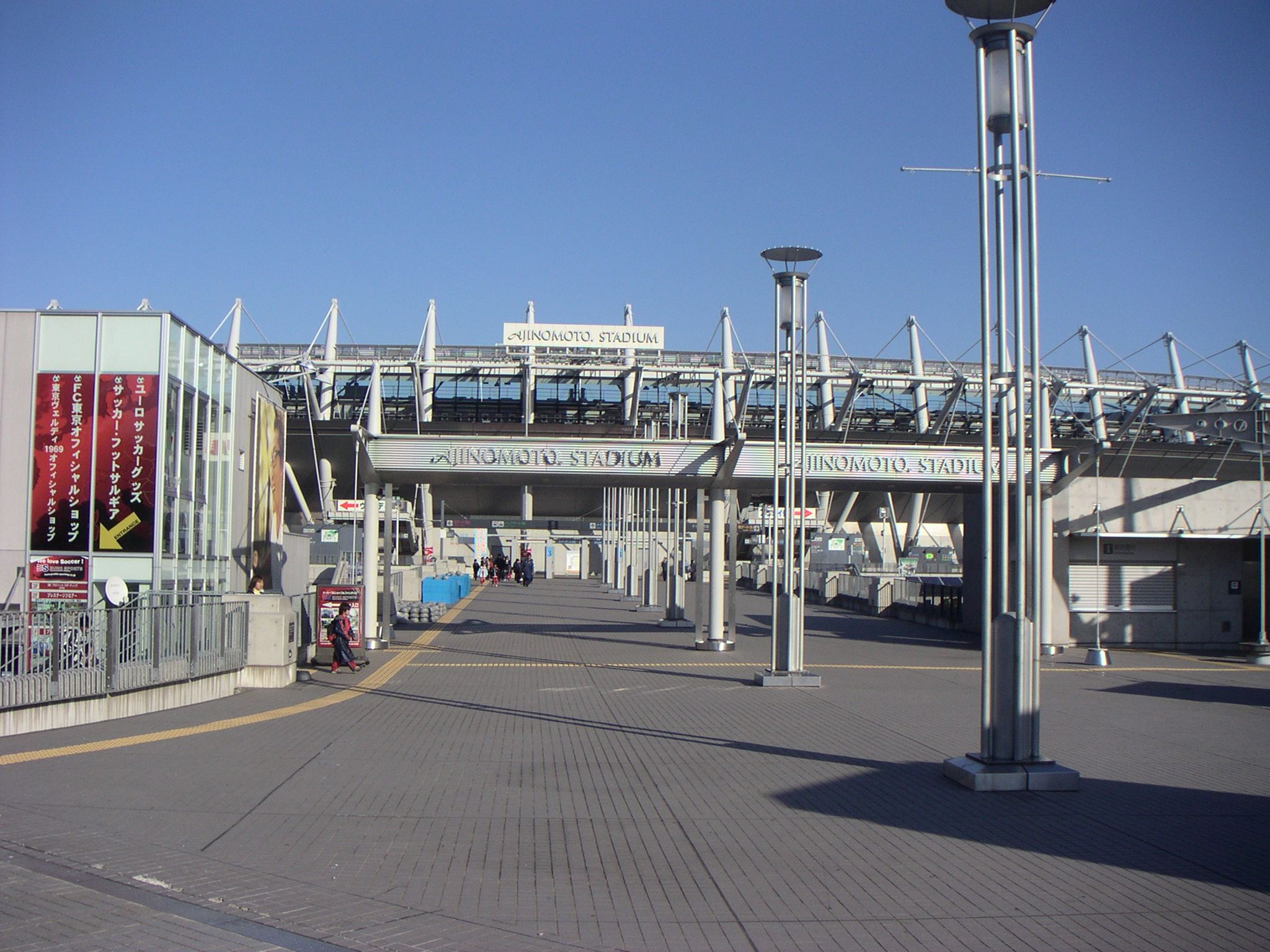
会場となった味の素スタジアム（写真はメインゲート）

- 全国で40万人を動員した4年に一度のベストヒットライブツアー「史上最強の移動遊園地 DREAMS COME TRUE WONDERLAND 2011」の模様を商品化。
- この模様は発売前にWOWOWで放送されたが、収録された物は編集が異なっている。
- DVD初回限定盤（3DVD+1CD）、DVD通常盤（2DVD）、Blu-ray初回限定盤（1Blu-ray+1DVD+1CD）、Blu-ray通常盤（1Blu-ray）、さらに、ローソンだけで販売したローソン限定盤（3DVD+2CD）の全5形態で発売。本編はDVDが2枚、Blu-rayが1枚に収録。初回限定盤には、「DREAMS COME TRUE WONDERLAND 2011 THE NIGHT WITH DREAMS COME TRUE in the USA」から10曲と「ミニドキュメンタリー2011」を10本収録したDVD、さらに、本編から8曲の音源を収録した「DWL2011 ライブ音源ダイジェスト」のCDが付属。ローソン限定盤にはDVD初回限定盤の4枚に加え、本編CDには収録されていないライブ音源8曲を収録した「DWL2011 ライブ音源ダイジェスト ローソンEdition」のCDを収録し、CD2枚を収納できるパッケージも付いている。
- DVD盤は「銀河への船」までがDisc 1、「The signs of LOVE」以降がDisc 2となっている。
- 発売日はDREAMS COME TRUEデビュー23周年の日である。
- 外付特典として「ポケットカレンダー」が付属。

## 収録曲

### 本編
1. A theme of the WONDERLAND
2. 何度でも
3. 朝がまた来る
4. その先へ feat. FUZZY CONTROL
5. 大阪LOVER
6. Eyes to me
7. 晴れたらいいね
8. 時間旅行
9. 眼鏡越しの空
10. 生きてゆくのです♡ feat. LOVE SUPPLY BRASS BAND
11. CARNAVAL　～ すべての戦う人たちへ ～ feat. LOVE SUPPLY BRASS BAND
12. FALL IN LOVE AGAIN
13. 空を読む
14. ねぇ
15. Ring! Ring! Ring!
16. TORIDGE＆LISBAH
17. サンキュ.
18. POISON CENTRAL
19. TO THE BEAT, NOT TO THE BEAT
20. a little waltz
21. 銀河への船
22. The signs of LOVE
23. 黒ドリ!? メドレー faet. AKS&黒ドリ!?ダンサーズ
24. この恋はハードボイルド
  - WOWOWでは放送されていた「Beat It」をサンプリングした間奏はカットされている。
25. make me your own
26. 太陽が見てる～JET!!!
27. 決戦は金曜日～IT'S SO DELICIOUS～決戦は金曜日
28. うれしい！たのしい！大好き！
29. TRUE, BABY TRUE.
30. LOVE LOVE LOVE
31. 未来予想図Ⅱ
32. あの夏の花火 -PIANO VERSION-
33. またね

### 特典DVD
DVD初回限定盤、Blu-ray初回限定盤、ローソン限定盤に付属。

#### DREAMS COME TRUE WONDERLAND 2011, THE NIGHT WITH DREAMS COME TRUE in the USA
1. 何度でも
2. 朝がまた来る
3. その先へ feat. FUZZY CONTROL
4. 大阪LOVER
5. POISON CENTRAL feat. Greg Adams (fka TOWER OF POWER)
6. TO THE BEAT, NOT TO THE BEAT feat. Greg Adams (fka TOWER OF POWER)
7. 黒ドリ!?メドレー feat. AKS
8. この恋はハードボイルド
9. うれしい! たのしい! 大好き!
10. LOVE LOVE LOVE

#### ミニドキュメンタリー2011
- DWL2011 ラスベガス研修編
- DWL2011 Skype制作ミーティング編
- DWL2011 選曲会議編
- DWL2011 衣装打ち合わせ編
- DWL2011 3Dフライト編
- DWL2011 恒例!! 気合入れ編
- DWL2011 各会場ダイジェスト編
- DWL2011 黒ドリ!?ダンサーズ編
- DWL2011 LOVE SUPPLY/BRASS BAND編
- 東北フリーライヴ編

### DWL2011 ライブ音源ダイジェスト（CD）
DVD初回限定盤、Blu-ray初回限定盤、ローソン限定盤に付属。
1. 何度でも
2. 朝がまた来る
3. その先へ feat. FUZZY CONTROL
4. 空を読む
5. ねぇ
6. 決戦は金曜日～IT'S SO DELICIOUS～決戦は金曜日
7. LOVE LOVE LOVE
8. 未来予想図Ⅱ

### DWL2011 ライブ音源ダイジェスト ローソンEdition（CD）
ローソン限定盤に付属。
1. 大阪LOVER
2. Eyes to me
3. 晴れたらいいね
4. 生きてゆくのです♡ feat. LOVE SUPPLY BRASS BAND
5. CARNAVAL　～すべての戦う人たちへ～ feat. LOVE SUPPLY BRASS BAND
6. 銀河への船
7. The signs of LOVE
8. またね